# مشکاةالانوار

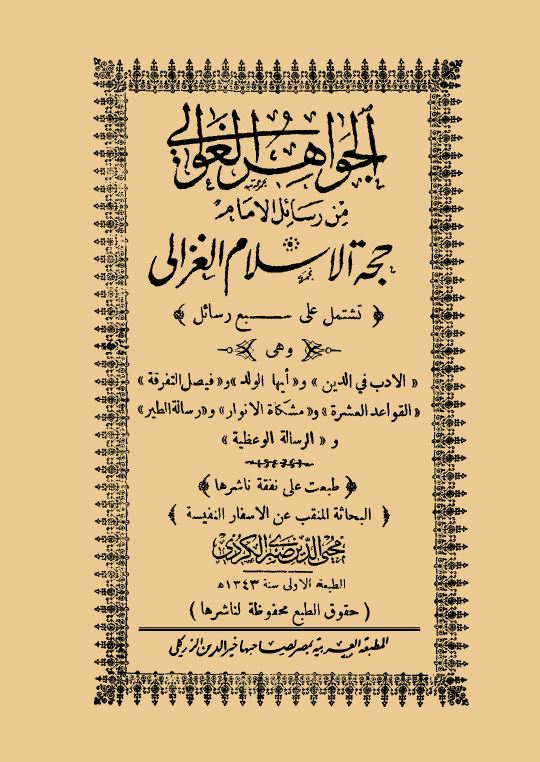
غلاف الطبعة الأولى - القاهرة، ۱۳۴۳ ق ه

کتاب مشکاةالانوار،  یکی از تألیفات شیخ الاسلام ابوحامد غزالی است.

## تاریخ

#### نام کتاب
کاتب چلبی حاجی خلیفه در کشف الظنون از آن به نام مشکاۃ الانوار یاد کردہ است. نیز در یک نسخهٔ خطی در پاریس و نسخهٔ خطی دیگری در شهر اسکندریه با نام مشکاۃ الانوار و مصفاۃ الاسرار آمدہ است. در نسخه خطی شهید علی پاشا با نام کتاب المشکاۃ و المصباح آمدہ است. کتابی به نام مشکاۃ الانوار فی لطائف الاخبار را به غزالی منسوب کردہ‌اند که با موضوع رسالهٔ حاضر بی‌ارتباط است، اصلاً کتاب مذکور مربوط به مؤلف حقیقی آن یعنی علاء الدین علی بن محمد، مشهور به ابن فقیه حافظ مصری متوفی ۸۷۷ هجری قمری است. 

باید دانست که شیخ طبرسی (ابو علی فضل بن حسن) کتابی به نام مشکاۃ الانوار فی الاخبار دارد و نیز شیخ ابوالفضل علی بن شیخ رضی الدین ابو نصر (نوۂ دختری شیخ طبرسی) کتاب مشکاۃ الانوار فی غرر الاخبار را نوشته‌است.

به طور قطع نمی‌توان تاریخ دقیق تألیف رسالهٔ مشکاۃ الانوار را تعیین کرد و تنها می‌توان به همین حد که این کتاب جزو آثار اواخر عمر غزالی است، اکتفا نمود. چه، کتاب، از پختگی فکری و توان روحی او حکایت دارد. ماسینیون در کتابی که به نام مجموعهٔ متون غیر منتشرہ در تاریخ تصوف اسلامی در سال ۱۹۲۹ میلادی، در پاریس نشر داد، تاریخ تألیف این کتاب را بین سال‌های ۴۹۵ تا ۵۰۵ هجری ذکر کردہ است، که این قول به دلایی میبدان معتبر  نیست. بنا به گفته ابوالعلاء عفیفی (مصحح متن اصلی کتاب حاضر) حدود ۳۶ نسخه خطی از این رساله وجود دارد. ایشان با اعتماد به نسخه‌های معتبر، کتاب را با مقدمه‌ای تحلیلی و ممتع تصحیح کردہ‌اند.

## ترجمه‌های کتاب
این کتاب نخستین بار بوسیلهٔ اسحق بن یوسف فاسی و یک‌بار دیگر به همت مترجمی ناشناس به زبان لاتین ترجمه شد. در سال ۱۹۲۴ میلادی نیز به سعی گاردنر به زبان انگلیسی ترجمه شد.